# Regiocast
REGIOCAST GmbH & Co. KG est une société allemande travaillant dans le secteur des stations de radio, des radios de centres commerciaux et d'autres services dans le secteur des médias.

## Histoire
Regiocast est créé en janvier 2004 lors de la fusion de Radio Schleswig-Holstein, du groupe PSR (dont Radio PSR) et de COM (actionnaire de plusieurs stations de radio régionales). Elle prend la forme d'une GmbH & Co. KG et est soutenue par de nombreux actionnaires, des investisseurs et des groupes de presse régionale. En novembre 2007, il achète les droits de diffusion pour la radio numérique du championnat d'Allemagne de football jusqu'à la saison 2012-2013. D'août 2008 à juin 2013, la filiale numérique, Regiocast Digital, récupère les droits de 90elf (de). Après le rachat de Sky Radio Hessen (aujourd'hui Radio Bob (de)), Regiocast acquiert en novembre 2009 la majorité d'Antenne MV.
En novembre 2013, Moira Rundfunk, une filiale de Medien Union (de), reprend les actions de dix-neuf petits actionnaires de Saxe à hauteur de 10,56% de Regiocast. Début 2014, Axel Springer Verlag les revend à quatorze actionnaires, la plus grande partie revient au groupe Nord et à la société d'investissement BO, une coentreprise de NWZ Funk und Fernsehen (Nordwest-Zeitung (de)) avec le Bremer Tageszeitungen AG (de). De même, Boyens Medien Beteiligungs GmbH (Dithmarscher Landeszeitung) cède sa participation à 3,32% à onze autres actionnaires. La holding Nord devient le principal actionnaire de Regiocast avec une participation directe de 20,1% et indirecte de 4,9% des actions.

## Participations

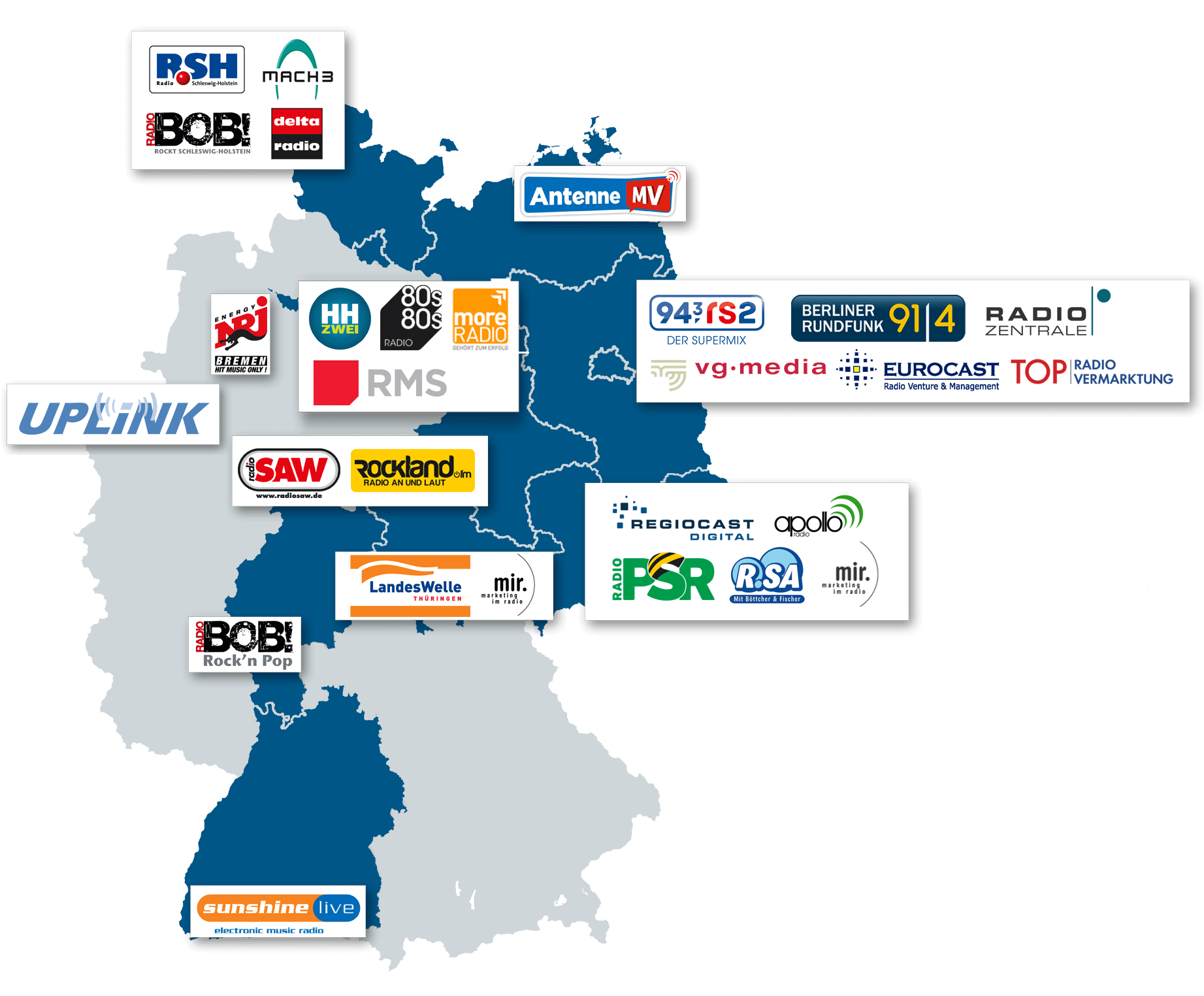
Radios dont Regiocast est actionnaires en novembre 2012

Regiocast est impliqué dans les stations de radio suivantes :
- Antenne MV (Mecklembourg-Poméranie-Occidentale)
- Delta radio (Schleswig-Holstein)
- Radio NORA (de) (Schleswig-Holstein)
- Energy Bremen
- Hamburg Zwei et 80s80s (Hambourg)
- Apollo radio (Saxe)
- Radio SAW (Saxe-Anhalt)
- Rockland Sachsen-Anhalt (Saxe-Anhalt)
- Landeswelle Thüringen (de) (Thüringe)
- 94,3 rs2 (Berlin)
- Berliner Rundfunk 91.4 (Berlin)
- Sunshine live (de) (Bade-Würtemberg)

Les quatre stations suivantes sont la propriété complète de Regiocast :
- Radio PSR (Saxe)
- R.SA (Saxe)
- Radio Schleswig-Holstein (R.SH)
- Radio Bob (de) (Hesse)

Autres participations
- 8 entreprises commerciales (y compris RMS, Mach3, mir. marketing en radio)
- Une entreprise de bulletins d'information
- Des opérateurs de transmission FM
- Une maison de disques
- 3 radios numériques nationales

## Source de la traduction
- (de) Cet article est partiellement ou en totalité issu de l’article de Wikipédia en allemand intitulé « Regiocast » (voir la liste des auteurs).